# Sender Pforzheim-Arlinger
Der Sender Pforzheim-Arlinger ist eine Sendeanlage des SWR in Pforzheim, welche zur Verbreitung von Radioprogrammen im UKW-Bereich dient. Als Antennenträger kommt ein 50 Meter hoher Stahlfachwerkturm zum Einsatz, der 1957 errichtet wurde.

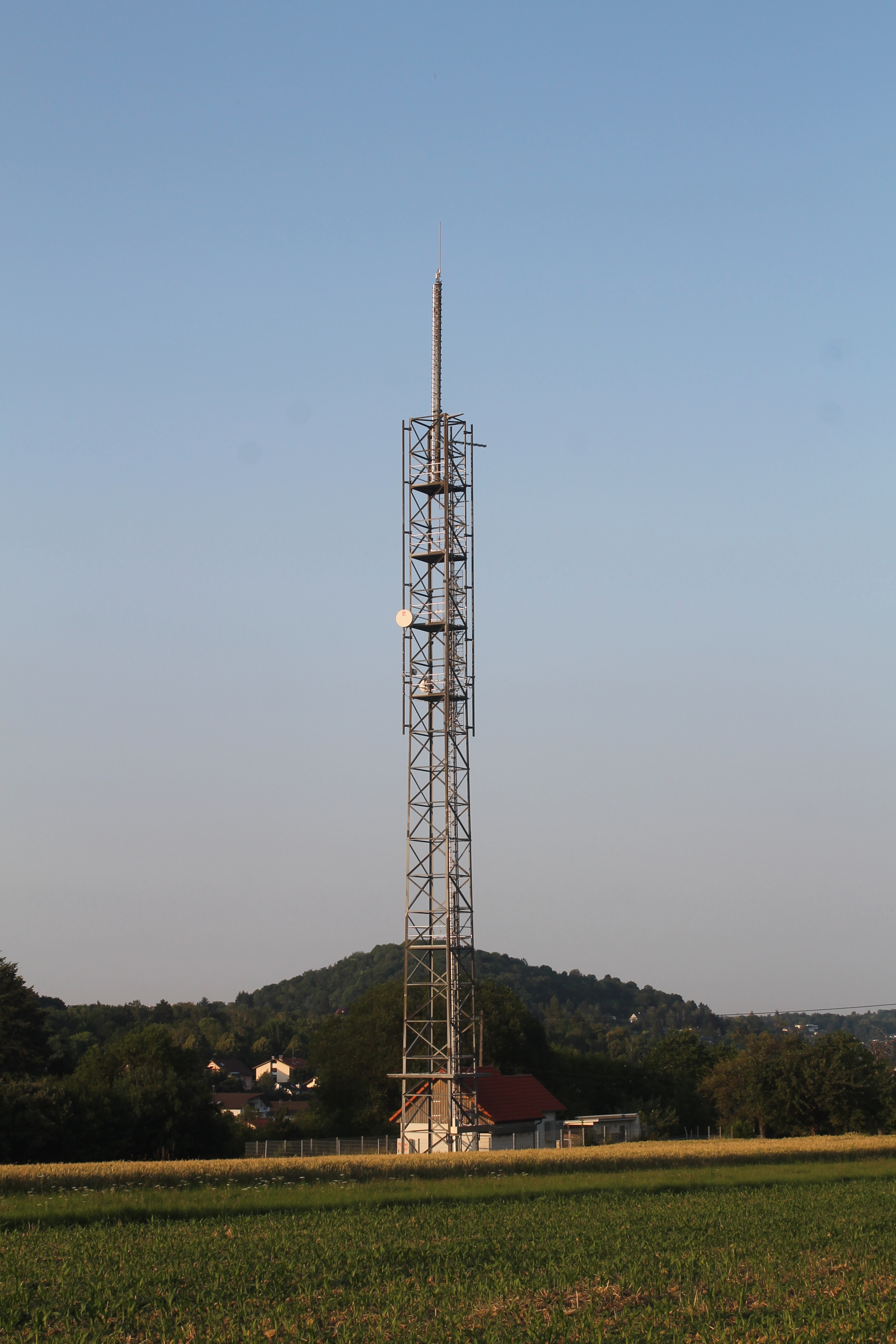
Sender Pforzheim-Arlinger

## Programme
| Frequenz in MHz | Programm                     | Effektive Sendeleistung in kW | Polarisation |
| --------------- | ---------------------------- | ----------------------------- | ------------ |
| 88,1            | SWR Kultur Baden-Württemberg | 3,2                           | horizontal   |
| 97,4            | DASDING                      | 1                             | unbekannt    |
| 104,3           | NN                           | 0,1                           | unbekannt    |